# گیرنده آدنوزین A1
گیرنده آدنوزین A1 (انگلیسی: Adenosine A1 receptor)  یکی از اعضای گیرنده آدنوزین از خانوادهٔ گیرنده‌های جفت‌شونده با پروتئین جی است که لیگاند درون‌زاد آن، مولکول آدنوزین است.

## عملکرد
این گیرنده با مهار کردنِ اعصاب کولینرژیک در پیشامغز قاعده‌ای در بهبود خواب نقش دارد. این گیرنده همچنین در ماهیچه‌های صاف رگ‌ها در سرتاسر سیستم عروقی یافت می‌شود.

## لیگاندها

### آگونیست‌ها
- ۲-کلرو-اِن(۶)-سیکلوپنتیل‌آدنوزین
- ان۶-سیکلوپنتیل‌آدنوزین
- اِن(۶)-سیکلوهگزیل‌آدنوزین

### تعدیل‌کننده‌های مثبت آلوستریک (PAMs)
- ۲-آمینو-۳-(′۴-کلربنزوئیل)-۴-جابجاشده-۵آریل‌اتینیل تیوفن

### آنتاگونیست‌ها

#### غیر انتخابی
- کافئین
- تئوفیلین

#### انتخابی
- بامیفیلین